# Saint-Jammes
Saint-Jammes település Franciaországban, Pyrénées-Atlantiques megyében. Lakosainak száma 634 fő (2022. január 1.). Saint-Jammes Bernadets, Gabaston, Higuères-Souye, Maucor és Morlaàs községekkel határos.

## Népesség
A település népessége az elmúlt években az alábbi módon változott:
| Lakosok száma | 654  | 648  | 646  | 628  | 623  | 620  | 617  | 625  | 634  |
|               | 2013 | 2015 | 2016 | 2017 | 2018 | 2019 | 2020 | 2021 | 2022 |